# Robin Hudson
Robin Lyth Hudson (ur. 4 maja 1940 w Aberdeen w Szkocji, zm. 12 stycznia 2021) – brytyjski matematyk, twórca probabilistyki kwantowej. W 2012 otrzymał tytuł doktora honoris causa Uniwersytetu Łódzkiego.